# 나기소정
나기소정(일본어: 南木曽町)은 일본 나가노현 남서부에 있는 기소군의 정이다. 나가노현의 정 중에서는 가장 인구가 적다.
쓰마고주쿠 및 미도노주쿠가 나카센도의 역참 마을로 발전했다. 또 면적의 약 94%를 삼림이 차지하고 있다.

## 지리
기소 골짜기 남단에 위치하고 중앙을 기소강이 흐르고 있다. 지류로는 이와쿠라강, 아라라기가와강 등이 있다. 정의 동부에는 나기소다케(1676m)와 고조네산(1118m)이 있고 서부에는 스리바치산(796m)과 이세이산(1373m)이 우뚝 솟아 있다. 북서부에는 가키조레 계곡과 다다치 폭포 등이 있다.

### 기후
연평균 기온은 11.2℃로 냉량한 기후이다. 과거에는 35℃까지 오른 날도 있지만 겨울에는 ―10℃ 전후까지 차가워지는 날도 있다. 태평양측 내륙 기후와 비슷해 여름에는 강수가 많고 겨울의 강수·강설은 그만큼 많지 않다.
| 나기소정의 기후                                              | 나기소정의 기후 | 나기소정의 기후 | 나기소정의 기후 | 나기소정의 기후 | 나기소정의 기후 | 나기소정의 기후 | 나기소정의 기후 | 나기소정의 기후 | 나기소정의 기후 | 나기소정의 기후 | 나기소정의 기후 | 나기소정의 기후 | 나기소정의 기후 |
| 월                                                           | 1월             | 2월             | 3월             | 4월             | 5월             | 6월             | 7월             | 8월             | 9월             | 10월            | 11월            | 12월            | 연간            |
| ------------------------------------------------------------ | --------------- | --------------- | --------------- | --------------- | --------------- | --------------- | --------------- | --------------- | --------------- | --------------- | --------------- | --------------- | --------------- |
| 역대 최고 기온 °C (°F)                                       | 14.4 (57.9)     | 18.6 (65.5)     | 22.8 (73.0)     | 27.7 (81.9)     | 30.7 (87.3)     | 33.0 (91.4)     | 35.6 (96.1)     | 35.7 (96.3)     | 34.0 (93.2)     | 29.5 (85.1)     | 22.5 (72.5)     | 20.8 (69.4)     | 35.7 (96.3)     |
| 일평균 최고 기온 °C (°F)                                     | 4.6 (40.3)      | 6.4 (43.5)      | 11.3 (52.3)     | 17.3 (63.1)     | 22.1 (71.8)     | 24.9 (76.8)     | 28.3 (82.9)     | 30.0 (86.0)     | 25.9 (78.6)     | 20.0 (68.0)     | 13.7 (56.7)     | 7.2 (45.0)      | 17.6 (63.8)     |
| 일일 평균 기온 °C (°F)                                       | −0.6 (30.9)     | 0.4 (32.7)      | 4.6 (40.3)      | 10.2 (50.4)     | 15.2 (59.4)     | 19.0 (66.2)     | 22.6 (72.7)     | 23.5 (74.3)     | 19.8 (67.6)     | 13.7 (56.7)     | 7.5 (45.5)      | 1.9 (35.4)      | 11.5 (52.7)     |
| 일평균 최저 기온 °C (°F)                                     | −4.5 (23.9)     | −4.3 (24.3)     | −0.7 (30.7)     | 4.2 (39.6)      | 9.5 (49.1)      | 14.6 (58.3)     | 18.7 (65.7)     | 19.5 (67.1)     | 15.8 (60.4)     | 9.5 (49.1)      | 3.2 (37.8)      | −1.8 (28.8)     | 7.0 (44.6)      |
| 역대 최저 기온 °C (°F)                                       | −14.0 (6.8)     | −15.3 (4.5)     | −11.5 (11.3)    | −5.0 (23.0)     | −0.3 (31.5)     | 5.9 (42.6)      | 11.8 (53.2)     | 12.3 (54.1)     | 5.3 (41.5)      | −1.2 (29.8)     | −4.2 (24.4)     | −10.6 (12.9)    | −15.3 (4.5)     |
| 평균 강수량 mm (인치)                                        | 107.5 (4.23)    | 113.8 (4.48)    | 182.1 (7.17)    | 181.0 (7.13)    | 203.3 (8.00)    | 298.9 (11.77)   | 365.8 (14.40)   | 245.9 (9.68)    | 264.1 (10.40)   | 186.2 (7.33)    | 129.2 (5.09)    | 111.6 (4.39)    | 2,381.2 (93.75) |
| 평균 강수일수 (≥ 1.0 mm)                                     | 11.9            | 9.8             | 12.2            | 11.8            | 12.1            | 15.5            | 16.6            | 13.7            | 13.1            | 11.1            | 9.6             | 12.0            | 149.4           |
| 평균 월간 일조시간                                           | 130.6           | 142.4           | 168.8           | 182.9           | 193.2           | 148.1           | 152.8           | 179.9           | 146.8           | 154.8           | 138.9           | 130.1           | 1,872.7         |
| 출처: 일본 기상청 (평년값: 1991년~2020년, 극값: 1978년~현재) |                 |                 |                 |                 |                 |                 |                 |                 |                 |                 |                 |                 |                 |

## 역사
- 1871년 7월 14일 - 폐번치현으로 오와리번은 나고야현이 되었다. 11월에는 나고야현의 시나노국 부분이 지쿠마현이 되었다.
- 1874년 9월 7일 - 지쿠마군 요미카키촌, 야마다촌이 성립하였다.
- 1874년 11월 7일 - 지쿠마군 쓰마고촌, 아라라기촌이 합병해 아즈마촌이 되었다.
- 1876년 - 지쿠마현이 나가노현에 편입되었다.
- 1881년 2월 24일 - 니시치쿠마군 야마다촌이 다다치촌과 야마구치촌으로 분립하였다.
- 1961년 1월 1일 - 니시치쿠마군 요미카키촌, 아즈마촌, 다다치촌이 합병해 정으로 승격하여 나기소정이 되었다.
- 1968년 5월 1일 - 니시치쿠마군이 기소군으로 개칭하여 기소군 나기소정이 되었다.

## 인구
| 연도 | 인구   | ±%     |
| ---- | ------ | ------ |
| 1940 | 8,551  | —      |
| 1950 | 10,258 | +20.0% |
| 1960 | 10,771 | +5.0%  |
| 1970 | 8,020  | −25.5% |
| 1980 | 6,680  | −16.7% |
| 1990 | 6,142  | −8.1%  |
| 2000 | 5,687  | −7.4%  |
| 2010 | 4,810  | −15.4% |

## 교통

### 철도
- 도카이 여객철도 주오 본선

### 도로
- 국도 19호선
- 국도 256호선